# Amina Okujeva
Amina Okujeva född 5 juni 1983 i Odessa i Ukrainska SSR i Sovjetunionen av tjetjenska föräldrar, död 30 oktober 2017 i Hlevakha i Ukraina, var en ukrainsk läkare och militärer i bataljon «Kyjiv-2», «Golden Gate» och Dzjochar Dudajev. Deltagare i Euromajdan.
Amina Okujeva och hennes make Adam Osmajev deltog med Dzjochar Dudajev-bataljonen på ukrainska sidan i inbördeskriget mot rebellerna i östra Ukraina och har på grund av sin insats fått hjältestatus i Ukraina.
Amina Okujeva mördades i ett överfall nära huvudstaden Kiev. Hennes make besköts också men överlevde.